# 下津井電鉄
下津井電鉄株式会社（しもついでんてつ、英称：SHIMOTSUI DENTETSU）は、岡山県南部の児島半島を中心にバス事業や不動産事業を展開する企業。社名の通り、かつては鉄道事業として下津井電鉄線を運営していた。略称は下電。
グループキャッチフレーズは「100年分の感謝を未来へ」（下津井電鉄設立100周年記念キャッチフレーズ）。

## 概要
シモデングループの中核企業である。略称・愛称は下電（しもでん）、シモデン。社名の通り、かつては鉄道路線も有していたが、1990年限りで廃止された。本社は岡山県岡山市北区大元駅前3番61号。
バス事業は鉄道業以来の地盤としている児島半島から岡山市内や倉敷市内を結ぶ路線が中心である。かつては岡山市内 - 児島間のバス路線が高収益を上げ、この収益で鉄道事業を維持できたが、西日本旅客鉄道本四備讃線（瀬戸大橋線）の開業で大打撃を受け岡山市近郊の路線に注力する一方、鉄道業からは撤退した。
岡山県内のバス業界は中小業者がひしめき合い、互いに合従連衡や対立を繰り返してきたが、下津井電鉄は両備グループとの関係が比較的良好な一方、中鉄バスとは対立することも多い。
スルッとKANSAI協議会に加盟していて、2006年10月1日から非接触ICカードシステム「Hareca」を導入した（両備バス・岡山電気軌道と同時にPiTaPa・ICOCAの利用も可能となった）。岡電バスや両備バスとは違い、下電バスでは運賃収納機での片利用先のICOCAやPiTaPaのチャージに対応している。
オーナーである永山一族が経営する同族企業で、阪急電鉄も資本参加しているが関係は希薄である。阪急阪神東宝グループとは岡山-梅田間の高速バス路線の発券委託や阪急三番街高速バスターミナルへ乗り入れていたが、吉備エクスプレス大阪号（西日本JRバス・中国JRバス・両備バスとの共同運行）に参入したことにより発券委託は廃止、梅田の乗り場も大阪駅JR高速バスターミナルに変更となった。

## 沿革
- 1911年（明治44年）8月15日： 下津井軽便鉄道株式会社として設立。
- 1912年（明治45年）5月23日: 本店を岡山県児島郡下津井町大字吹上723番地から同県同郡同町大字下津井928番地に移転。
- 1913年（大正2年）11月11日： 茶屋町 - 味野町（後の児島）間14.5kmが開業。軌間762mm。
- 1914年（大正3年）3月15日： 味野町 - 下津井間6.5kmが開業。
- 1915年（大正4年）5月29日: 本店を岡山県児島郡下津井町大字下津井2036番地の2に移転。
- 1922年（大正11年）11月28日： 下津井鉄道株式会社に商号変更。
- 1925年（大正14年）3月15日： 路線バス事業を開始。
- 1936年（昭和11年）5月： 西大寺鉄道と共同出資で両備バスを設立。
- 1937年（昭和12年）1月： 両備バスが倉敷 - 味野（児島） - 宇野間で路線バスの運行開始。
- 1949年（昭和24年）8月20日： 下津井電鉄株式会社に商号変更。
- 1952年（昭和27年）
  - 2月： 両備バスから下津井電鉄が資本分離、両備バスは西大寺鉄道の子会社となる（その後、両備バスが西大寺鉄道を合併。（現在の両備ホールディングス））。
  - 4月1日： 貸切バス事業を開始。
- 1954年（昭和29年）
  - 9月： タクシー事業を開始。
  - 11月21日: 本店を岡山県児島市味野3965番地の3に移転。
- 1958年（昭和33年）8月： 味野タクシーを系列化し、下電交通とする。三鷹交通（タクシー）を設立。
- 1961年（昭和36年）9月22日： 杉並交通を設立。
- 1963年（昭和38年）6月： 備北バスに資本参加。
- 1964年（昭和39年）10月： タクシー部門を分離し、下電タクシーを設立。
- 1965年（昭和40年）6月1日 : 本店を岡山市平和町8番15号に移転。
- 1972年（昭和47年）4月1日： 茶屋町 - 児島間を廃止。線路跡は倉敷市へ売却、自転車道となる。
- 1977年 （昭和52年）9月29日 : 本店を岡山市大元駅前3番53号に移転。
- 1989年（平成元年）4月1日： 倉敷市交通局の事業廃止に伴い、バス事業の一部を譲受。
- 1991年（平成3年）1月1日： 児島 - 下津井間を廃止、鉄道事業から撤退。
- 1996年（平成8年）3月1日：岡山県共通バスカードを導入。
- 2000年（平成12年）4月1日： 貸切バス事業をエスディーケイ（2000年3月13日設立、現下電観光バス）へ譲渡。
- 2003年（平成15年）12月19日： 空港リムジンバスでの電子マネー決済は全国初、岡山電気軌道も同時実施。
- 2005年（平成17年）1月22日： 岡山空港リムジンバスで電子マネー「Edy」の利用が可能に。
- 2006年（平成18年）10月1日： 両備バス・岡山電気軌道とともに、中国地方初のICカードシステム「Hareca」を導入。同時にPiTaPa・ICOCAの利用も可能に。
- 2008年（平成20年）10月1日：  岡山県共通バスカードが廃止され扱い終了に。
- 2016年（平成28年）11月7日： 路線バス全線と岡山空港リムジンバス（下津井電鉄担当便）で無料Wi-Fiサービスを開始[2]。
- 2017年（平成29年）
  - 2月20日：GPSを利用してパソコン・スマートフォン・携帯電話からバスの位置を確認できるロケーションシステム「バスまだ?」の試験運用を開始（宇野自動車と同一のシステム）[3]。
  - 10月1日：交通系ICカード全国相互利用サービスを開始。

## 鉄道事業（廃止）
鉄道事業は、創始時からの中核事業であったが、1991年に全線を廃止し、撤退した。

## バス事業

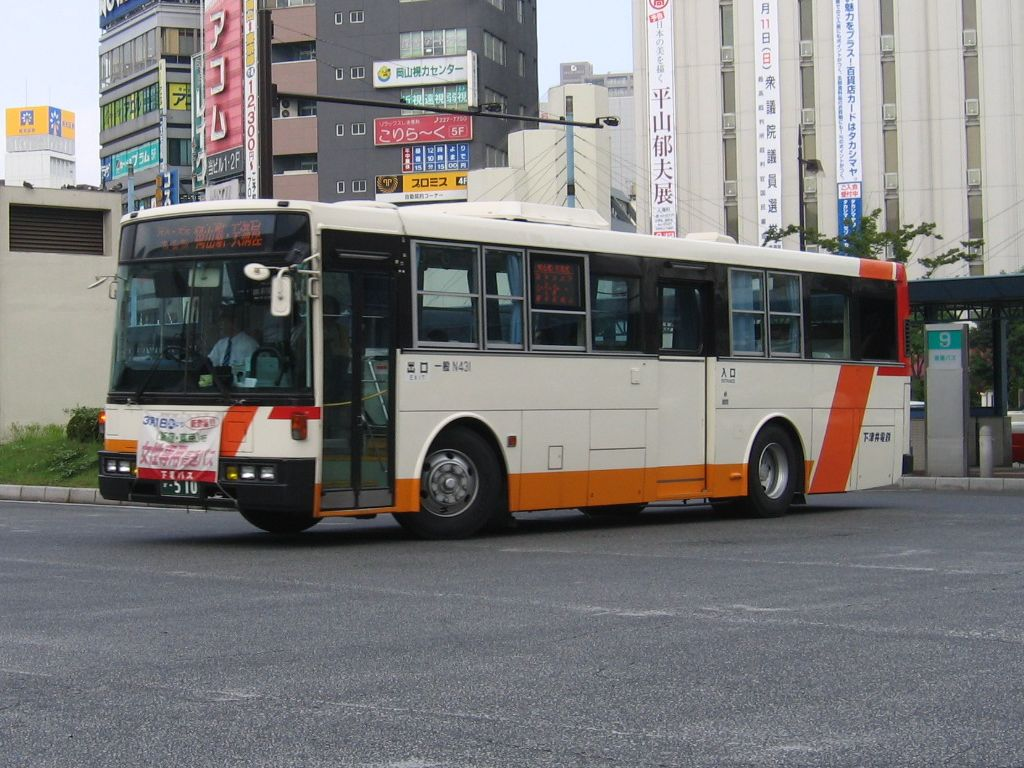
一般路線バス（西武バスからの移籍。3ドア車だったが後部ドアは移籍の際に埋められている）

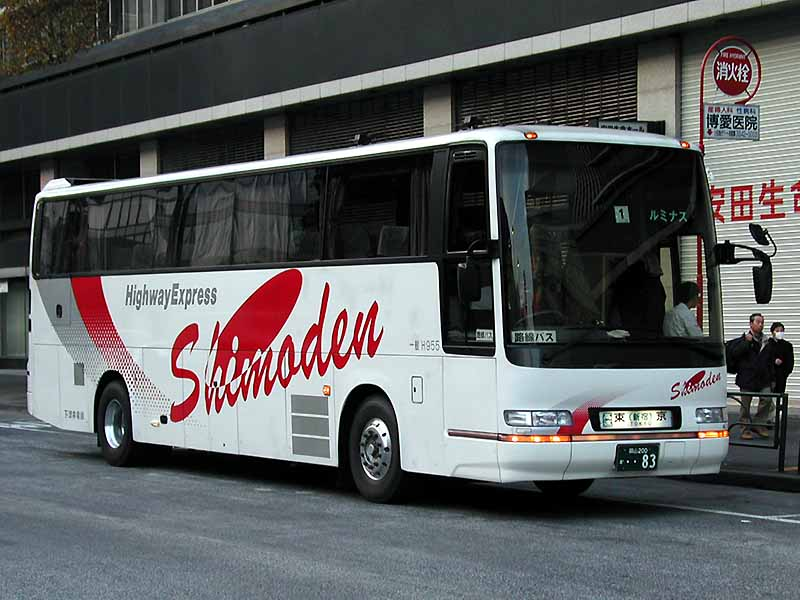
高速バス（ルミナス号）

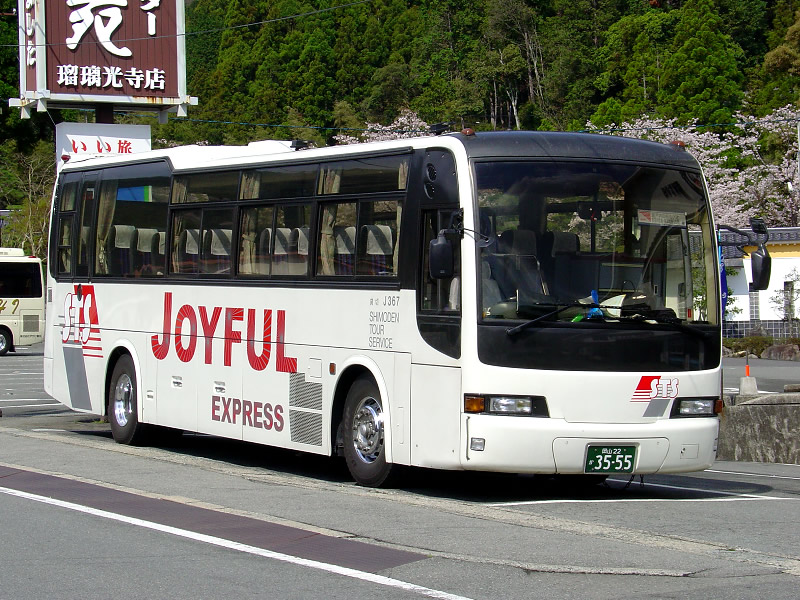
貸切バス

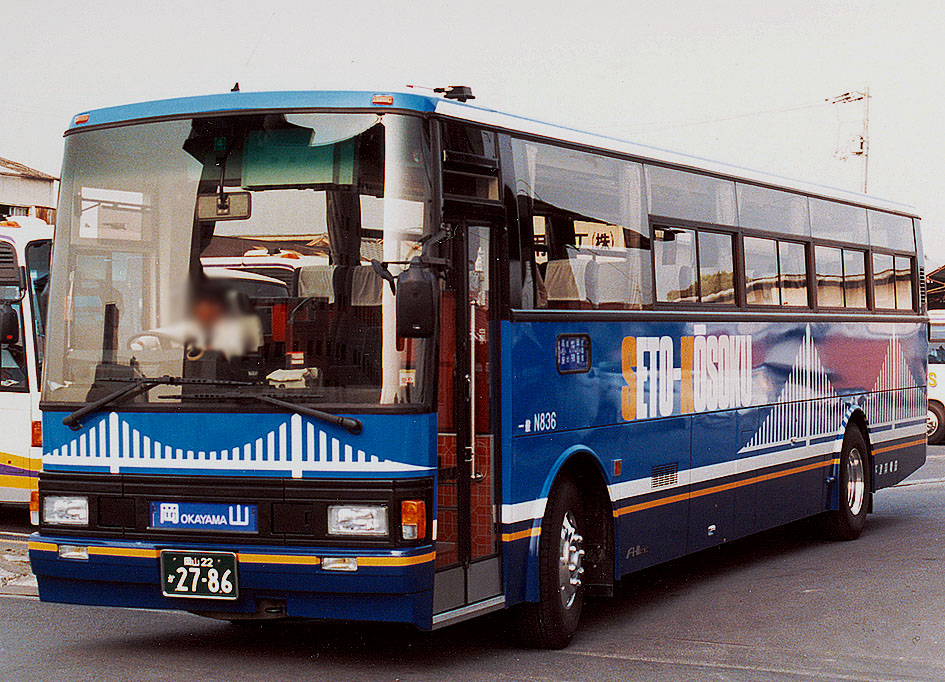
瀬戸大橋特急線専用車両

### 各営業所・車庫所在地
- 本社営業所
  - 岡山市北区大元駅前3-61
- 興除（こうじょ）営業所（下電観光バスと敷地を共用）
  - 岡山市南区曽根280-1
  - 岡山ナンバー
- 児島営業所
  - 岡山県倉敷市児島味野3-2-10
- 児島営業所倉敷車庫
  - 岡山県倉敷市幸町8
  - 倉敷ナンバー

### 主なターミナル
- 岡山駅
- 天満屋バスセンター
- 倉敷駅
- 茶屋町駅
- 児島駅

### バス路線の変遷
- 1988年（昭和63年）4月10日： 初の高速バス路線として、岡山・倉敷 - 高松・琴平間に瀬戸大橋高速線（4系統）を両備バス・中国JRバス、瀬戸大橋高速バス（当時）、JR四国（当時）との共同運行で運行開始（1992年5月31日に撤退（瀬戸大橋高速バスと同時）。路線自体も1993年11月に廃止）。
- 1989年（平成元年）
  - 4月1日： 岡山・倉敷 - 北九州・福岡間に「ペガサス」を両備バス・西日本鉄道と共運で運行開始[4]（一時期、両備・下電の2社共同運行）。
  - 4月1日：倉敷市交通局の事業廃止に伴い、浅原線、三田線、中庄線、矢部線、粒江線を継承。
  - 12月1日： 倉敷・岡山 - 大阪間に「大阪梅田エクスプレス」を阪急バスと共運で運行開始（現在廃止）。
- 1990年（平成2年）3月22日： 児島 - 東京間に「ルミナス」を小田急バス（当時）と共運で運行開始（現在は、小田急シティバスとの2社共同運行）。
- 1992年（平成4年）2月8日： 岡山 - 高知間に「龍馬エクスプレス」を両備バス・土佐電気鉄道・高知県交通・JR四国と共運で運行開始。
- 1994年（平成6年）11月17日： 岡山 - 松山間に「マドンナエクスプレス」を両備バス・伊予鉄バス・JR四国との共同運行で運行開始。
- 1997年（平成9年）3月16日： 岡山 - 米子間に「米子エクスプレス」を日本交通と共運で運行開始（現在廃止）。
- 2001年（平成13年）10月27日： 倉敷・岡山 - 京都間に「京都エクスプレス」を両備バスと共運で運行開始（2009年8月1日からは京阪京都交通が参入して3社共同運行に）。
- 2002年（平成14年）3月31日：倉敷駅前－浅原大教会前線、倉敷駅北口－立石－三田線、倉敷駅北口－平田北－三田－中庄駅南口線、西栗坂－矢部線を廃止。
- 2003年（平成15年）
  - 3月21日： 岡山 - 鳥取間に「鳥取エクスプレス」を日本交通と共運で運行開始。
  - 4月1日： 中国JRバス両備線廃止に伴い、中庄線（岡山 - 中庄間）・帯江茶屋町線（倉敷 - 茶屋町間）を譲受し、中庄線は両備バス・岡山電気軌道と共運、帯江茶屋町線は単独で運行開始。
- 2005年（平成17年）
  - 3月31日： 倉敷駅 - 広江団地線（古城池、大高経由）、水島駅 - ライフパーク倉敷線、児島駅 - 王子ヶ岳線、児島駅 - 大畠経由 - 下津井線を廃止。
  - 4月1日： 下津井循環線「とこはい号」の運行開始。児島駅 - 宇野駅線を児島駅 - 王子ヶ岳線（下津井電鉄）と王子ヶ岳 - 宇野駅線（両備バス）に分割。
  - 6月1日： 岡山空港リムジンバス、下津井電鉄単独運行から中鉄バスと共運に変更。
- 2006年（平成18年）
  - 3月1日： イオン倉敷SC - 倉敷駅 - 帯江 - 茶屋町駅 - 興除車庫線運行開始（帯江茶屋町線の路線延長）。
  - 3月5日： 児島地区で「ジーンズバス」運行開始。
  - 12月20日： 水島・倉敷・岡山・赤磐 - 大阪（梅田・USJ）間に「大阪梅田エクスプレス」をシモデンツアーサービス（現：下電観光バス）と共運で運行開始。
- 2013年（平成25年）
  - 6月23日： 「大阪梅田エクスプレス」運行休止。
  - 6月24日： 「吉備エクスプレス大阪号」に参入（西日本JRバス・中国JRバス・両備バスと共運）。
- 2014年（平成26年）10月1日： 「鳥取エクスプレス」廃止（最終運行は前日の9月30日）。
- 2018年（平成30年）4月1日： 停留所45カ所の名称を変更[5]。
- 2019年（平成31年）
  - 3月29日： 倉敷駅 - 天城・下之町経由 - 児島駅線、倉敷駅 - 天城・下之町・渋川経由 - 宇野駅線を廃止[6]。
  - 4月7日： 児島駅 - 宇野駅線を運行再開（土曜日・日曜日・祝日1往復のみ）[7]。
- 2020年（令和2年）
  - 9月30日： 児島駅 - 由加登山口 - 由加山線、児島駅 - 下津井線を廃止[8]。
- 2021年（令和3年）
  - 3月31日： 児島駅 - 与島第二駐車場 （瀬戸大橋線）を廃止

### 高速バス
<>内は共同運行会社。
- ルミナス・マスカット号 <両備バス・小田急ハイウェイバス・関東バス>
- 吉備エクスプレス大阪号 <中国JRバス・西日本JRバス・両備バス>
- 京都エクスプレス <両備バス・京阪京都交通>
- マドンナエクスプレス <両備バス・伊予鉄バス、JR四国バス>
- 龍馬エクスプレス <両備バス、とさでん交通・JR四国バス>
- ペガサス号 <両備バス、西日本鉄道>

### 岡山桃太郎空港リムジンバス
- 岡山桃太郎空港リムジンバス（山陽道経由）<中鉄バス>
  - LK 倉敷駅北口 - 岡山桃太郎空港
- 岡山桃太郎空港バス乗り場券売機では、全国相互利用サービス対応のICカードでのリムジンバス乗車券購入が可能。倉敷駅北口には券売機が設置されていない。[9]
- 全便Hareca・全国相互利用サービス対応のICカードが利用可能。

### 一般
全路線でHareca・全国相互利用サービス対応のICカード利用可能。

#### 興除線
岡山電気軌道（岡電バス）との共通区間において、定期券の共通利用が可能（天満屋バスセンター - 汗入間のみで適用）。
- D89 天満屋バスセンター - NTT岡山前 - 岡山駅 - イオンモール岡山前・源吉兆庵本社前 - 山陽新聞社前・杜の街入口 - 市役所前 - 水道局前 - 大元駅前 - 西古松 - 野崎 - 下中野 - 西市 - 米倉 - 相生橋 - 大福 - 荒田 - 汗入
  - 岡山電気軌道（岡電バス）と共同運行。
- D88 天満屋バスセンター - NTT岡山前 - 岡山駅 - イオンモール岡山前・源吉兆庵本社前 - 山陽新聞社前・杜の街入口 - 市役所前 - 水道局前 - 大元駅前 - 西古松 - 野崎 - 下中野 - 西市 - 米倉 - 相生橋 - 大福 - 荒田 - 汗入 - 門前 - 南区役所興除地域センター前 - 丙川 - 曽根新道（興除線） - 下電バス興除営業所前
- D80 天満屋バスセンター - NTT岡山前 - 岡山駅 - イオンモール岡山前・源吉兆庵本社前 - 山陽新聞社前・杜の街入口 - 市役所前 - 水道局前 - 大元駅前 - 西古松 - 野崎 - 下中野 - 西市 - 米倉 - 相生橋 - 大福 - 荒田 - 汗入 - 門前 - 南区役所興除地域センター前 - 丙川 - 曽根新道（興除線） - 下電バス興除営業所前 - 植松駅 - 熊野神社入口（林）（県道21号） - チクバ外科前（曽原口） - 市立短大・翔南高校入口（稗田十字路） - JR上の町駅前 - 琴浦西小学校前 - 下之町鴻八幡宮前 - 下之町南 - 児島支所前 - 藤原組前（大正橋） - 児島市民交流センター前（児島文化センター） - 天満屋ハピータウン前 - JR児島駅
  - 81 下電バス興除営業所前 - 小川経由 - JR児島駅線は2018年9月30日限りで廃止された。

※地域間幹線系統として、国・岡山県の補助を受ける。

#### 岡山・中庄線
- E54 岡山駅 - NTT岡山前 - 天満屋バスセンター - 大雲寺前 - 大供 - 野田東 - 厚生町商工会議所前 - 光生病院前（岡山駅発のみ） - 野田東（職安前） - 大野辻 - 北長瀬駅前 - 鉄工センター前 - 庭瀬本町 - 下撫川 - 瀬戸大橋温泉前 - 川崎医大前 - 松島西ノ口 - 中庄駅
  - 2019年5月18日から両備バス・岡山電気軌道（岡電バス）と共同運行。下電バスは1往復のみ担当。この路線に限り、両備バス・岡山電気軌道（バス）の定期券で乗車可能。

#### 中庄線
- 78 倉敷駅 - 南幸町しげい病院前 - 倉敷中央病院前 - 青陵高等学校北 - 福島 - 中庄団地西 - 中庄小学校前 - マスカットスタジアム前 - 倉敷高校前 - 中庄駅
  - 平日のみ運行。
- 77 倉敷成人病センター前→倉商前→中央二丁目・倉敷芸文館→大原美術館前→倉敷駅→南幸町しげい病院前→倉敷中央病院前→青陵高等学校北→福島→中庄団地西→中庄小学校前→マスカットスタジアム前→倉敷高校前→中庄駅
  - 平日のみ運行。
- 77 中庄駅→倉敷高校前→マスカットスタジアム前→中庄小学校前→中庄団地西→福島→青陵高等学校北→倉敷中央病院前→南幸町しげい病院前→倉敷駅→大原美術館前→白楽町→倉敷成人病センター前
  - 平日のみ運行。

※倉敷市単独補助路線である。

#### 茶屋町・倉敷線
- 71 倉敷駅 - 南幸町しげい病院前 - 倉敷中央病院前 - 青陵高等学校西 - 東町 - 羽島 - 日間 - 西帯江 - 帯江 - 六間川 - 帯高 - 茶屋町駅 - 茶屋町公民館前 - 共睦 - 曽根新道（茶屋町線） - 下電バス興除営業所前
- 72 倉敷駅 - 南幸町しげい病院前 - 倉敷中央病院前 - 青陵高等学校西 - 東町 - 羽島 - 日間 - 西帯江 - 帯江 - 六間川 - 帯高 - 茶屋町駅
- 73 倉敷成人病センター前 - 中央二丁目・倉敷芸文館 - 大原美術館前 - 倉敷駅 - 南幸町しげい病院前 - 倉敷中央病院前 - 青陵高等学校西 - 東町 - 羽島 - 日間 - 西帯江 - 帯江 - 六間川 - 帯高 - 茶屋町駅 - 茶屋町公民館前 - 共睦 - 曽根新道（茶屋町線） - 下電バス興除営業所前
  - 平日・土曜日（祝日を除く）のみ運行。
- 74 倉敷成人病センター前 - 中央二丁目・倉敷芸文館 - 大原美術館前 - 倉敷駅 - 南幸町しげい病院前 - 倉敷中央病院前 - 青陵高等学校西 - 東町 - 羽島 - 日間 - 西帯江 - 帯江 - 六間川 - 帯高 - 茶屋町駅
  - JRバス中国の茶屋町線（倉敷駅 - 茶屋町駅）を譲り受けた路線で、移管後にイオンモール倉敷 - 下電バス興除営業所前間に延長されていた。その関係上イオンモール倉敷を通るもう一本のバス路線である両備バスのイオンモール倉敷・水江循環線が倉敷駅北口発着となっているのに対して、同路線は倉敷駅南口発着となっていた。
  - イオンモール倉敷 - 倉敷消防署前 - 倉敷成人病センター間は2015年9月30日限りで廃止された。
  - 2024年3月15日限りで白楽町経由（75・76）は廃止された。

#### 古城池線
- 55 倉敷駅 - 大原美術館前 - 中央二丁目・倉敷芸文館 - 倉商東 - 倉敷市役所前 - 笹沖 - 葦高小学校東 - 倉敷南高校入口 - 吉岡 - 二福小古城池高前 - ライフパーク倉敷入口 - 福田公園東門前 - 広江山の鼻 - 新呼松 - 宇野津 - C地区旭化成前 - 高島口 - 小田象製粉前（瀬戸埠頭入口） - 親和工産前（通生港口） - 菰池一丁目 - 赤崎小学校前 - 赤崎 - 味野元町 - 児島市民交流センター前（児島文化センター） - 天満屋ハピータウン前 - JR児島駅

#### 天城線
- 62 倉敷駅 - 南幸町しげい病院前 - 倉敷中央病院前 - 青陵高等学校西 - 東町 - 市民会館前 - 東新田 - 岡山学院大学前 - 高速道下 - 天城中学高校西入口（天城上之町） - 熊野神社入口（林）（県道165号） - チクバ外科前（曽原口） - 市立短大・翔南高校入口（稗田十字路） - 小川七丁目 - 藤原組前（大正橋） - 児島市民交流センター前（児島文化センター） - 天満屋ハピータウン前 - JR児島駅
  - 1時間に2本程度運行される幹線である。
  - 61 倉敷駅 - 天城・下之町経由 - JR児島駅線、65 倉敷駅 - 天城・下之町・渋川経由 - 宇野駅線は2019年3月29日限りで廃止された[6]。

#### 塩生線
- 51 倉敷駅 - 大原美術館前 - 中央二丁目・倉敷芸文館 - 倉商前 - 倉敷成人病センター前 - 小山耳鼻科前（大高） - 旭化成団地口 - 福井 − 倉敷中央高校南（五軒屋） - 浦田駅前 - 観音堂 - ライフパーク倉敷西（福田中学校前） - 倉敷広済クリニック前（松竹梅南） - 福田運動公園前 - 高橋 - 呼松 - C地区旭化成前 - 塩生中央口 - 小田象製粉入口（本荘いこいの家前） - 親和工産前（通生港口） - 菰池一丁目  - 赤崎小学校前 - 赤崎 - 味野元町 - 児島市民交流センター前（児島文化センター） - 天満屋ハピータウン前 - JR児島駅
- 52 JR児島駅→天満屋ハピータウン前→児島市民交流センター前（児島文化センター）→味野元町→赤崎→赤崎小学校前→菰池一丁目→親和工産前（通生港口）→小田象製粉入口（本荘いこいの家前）→塩生中央口→C地区旭化成前→呼松→高橋→福田運動公園前→倉敷広済クリニック前（松竹梅南）→ライフパーク倉敷西（福田中学校前）→観音堂→浦田駅前→倉敷中央高校南（五軒屋）→福井→旭化成団地口→小山耳鼻科前（大高）→白楽町→大原美術館前→倉敷駅
  - 平日朝に1本のみ運行。
  - 2022年（令和4年）4月1日より南塩生・白楽町経由を塩生・白楽町経由に変更した。

#### 王子ヶ岳線
- 82 JR児島駅 - 天満屋ハピータウン前 - 児島市民交流センター前（児島文化センター） - 藤原組前（大正橋） - 萱刈 - 和井田 - 常盤橋 - 下之町 - 堀江 - 琴浦高等支援学校前（琴浦中学校前） - 由加（ゆが）登山口 - 唐琴町 - 王子ヶ岳登山口
- 83 JR児島駅 - 天満屋ハピータウン前 - 児島市民交流センター前（児島文化センター） - 倉敷市立市民病院 - 藤原組前（大正橋） - 萱刈 - 和井田 - 常盤橋 - 下之町 - 堀江 - 琴浦高等支援学校前（琴浦中学校前） - 由加（ゆが）登山口 - 唐琴町 - 王子ヶ岳登山口
  - 倉敷市立市民病院経由便は平日のみ運行。
  - 王子ヶ岳登山口で、両備バスの王子ヶ岳線（王子ヶ岳登山口 - ホールサムインせとうち - 渋川三丁目 - 日比 - 羽根崎町 - 和田社宅前 - 日の田正門・三井E&Sマシナリー前 - 三井E&S玉正門前 - 玉比咩神社前 - 玉四丁目 - 商工高校前 - 鳴滝橋 - たまの病院前 - 玉野市役所入口 - 旭橋通り（新道） - 宇野駅）、玉野市コミュニティバス（シーバス）の渋川線（王子ヶ岳登山口 - ホールサムインせとうち - 渋川三丁目 - 日比 - 羽根崎町 - 和田社宅前 - 日の田正門・三井E&Sマシナリー前 - 三井E&S玉正門前 - 玉比咩神社前 - 玉四丁目 - 商工高校前 - 鳴滝橋 - たまの病院前 - 玉野市役所入口 - 玉野市役所前 - 旭橋通り（旧道） - 宇野駅）に接続（いずれの路線も鳴滝橋・たまの病院前は宇野駅行きが旧道経由、王子ヶ岳登山口行きが新道経由となる）。

※倉敷市単独補助路線である。
- 87 JR児島駅 - 天満屋ハピータウン前 - 児島市民交流センター前（児島文化センター） - 藤原組前（大正橋） - 萱刈 - 和井田 - 常盤橋 - 下之町 - 堀江 - 琴浦高等支援学校前（琴浦中学校前） - 由加（ゆが）登山口 - 唐琴町 - 王子ヶ岳登山口 - ホールサムインせとうち - 渋川三丁目 - 日比 - 羽根崎町 - 和田社宅前 - 三井E&S日の田正門前 - 三井E&S玉正門前 - 玉四丁目 - 玉比咩神社前 - 商工高校前 - 鳴滝橋（新道） - 玉野市役所入口 - 旭橋通り（新道） - 宇野駅
  - 下電バスはたまの病院前に停車しない（宇野駅行き・JR児島駅行きともに新道経由となる）。
  - 王子ヶ岳登山口 - 宇野駅間は両備バスと共通乗車可能。
  - 2019年4月7日より土曜日・日曜日・祝日昼間に1往復のみ運行[7]。
  - なお、2020年（令和2年）9月末で由加山行きの由加山線は廃止された（83 児島駅 - 由加（ゆが）登山口 - 白尾 - （峠） - 平野切抜 - 由加山）[8][13]。

#### 児島循環バス「ふれあい号」（右回りのみ運行）
- F1 JR児島駅→児島警察署前→味野中学校前→味野医院前→児島市民交流センター前（児島文化センター）→藤原組前（大正橋）→児島中学校入口→井戸→小川七丁目→辻→中山公園口→グリーンハイツ→ガーデンタウン→中山団地西→中山団地→天王→JR上の町駅→わたなべ生鮮館上の町店前→安田→山際→小西→ニシナフードバスケット前→琴浦西小学校→王慈園前→沖熊橋→やまな内科整形外科前→新常盤橋西→和井田南→児島聖康病院前（萱刈南）→児島支所前→児島中央病院→倉敷市立市民病院→児島市民交流センター南→味野医院前→味野中学校前→児島警察署前→JR児島駅
  - 1乗車につきおとな（中学生以上）170円、こども（小学生）90円。

#### 下津井循環線「とこはい号」（左回りのみ運行）

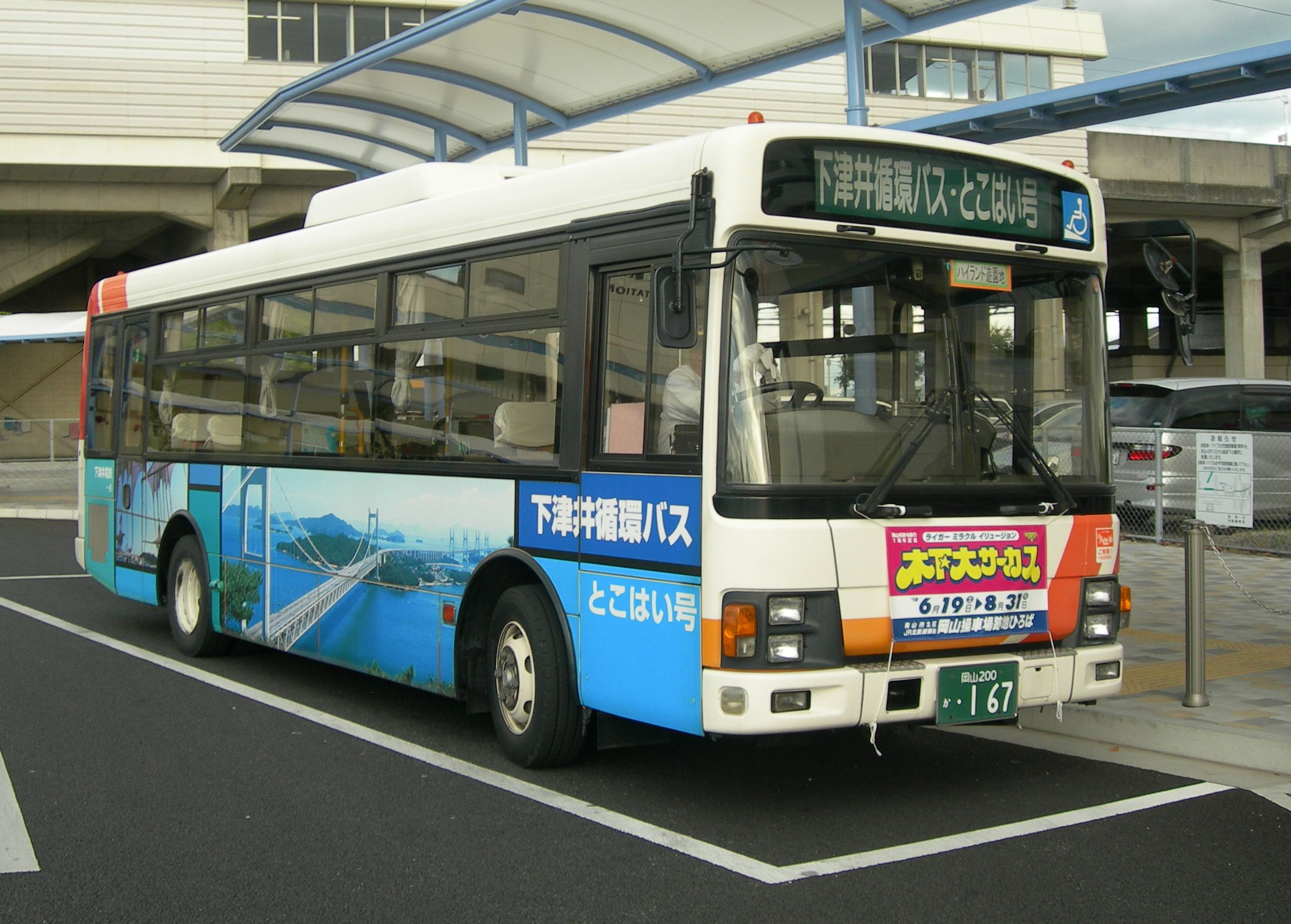
とこはい号

- S1 JR児島駅→天満屋ハピータウン前→児島市民交流センター前（児島文化センター）→味野元町→赤崎→赤崎入口→扇の嵶入口→鷲羽山ハイランドボウル前→WASHU BLUE RESORT 風籠前→鷲羽山ハイランド遊園地前→下津井年金センター入口→下津井三丁目→下津井二丁目→下津井港前→下津井公民館前→城山公園入口→祇園神社下→むかし下津井回船問屋前→下津井郵便局前→吹上港前→田之浦二丁目→田之浦港前→田土浦公園前→下電ホテル前→鷲麓園別館前→ユースホステル前→鷲羽山第二展望台→長浜→大畠南→大畠漁港前→大畠→琴海→競艇場第二入場門前→競艇場正門前→倉敷シティ病院前→阿津一丁目→JR児島駅南→児島中央病院前→児島支所西→昭和橋→倉敷市立市民病院→児島市民交流センター南→天満屋ハピータウン前→JR児島駅
  - 2019年4月1日より阿津・マルナカ児島店前・児島警察署前は経由しなくなった[14]。

※倉敷市単独補助路線である。

#### 「ジーンズバス」（左回りのみ運行）

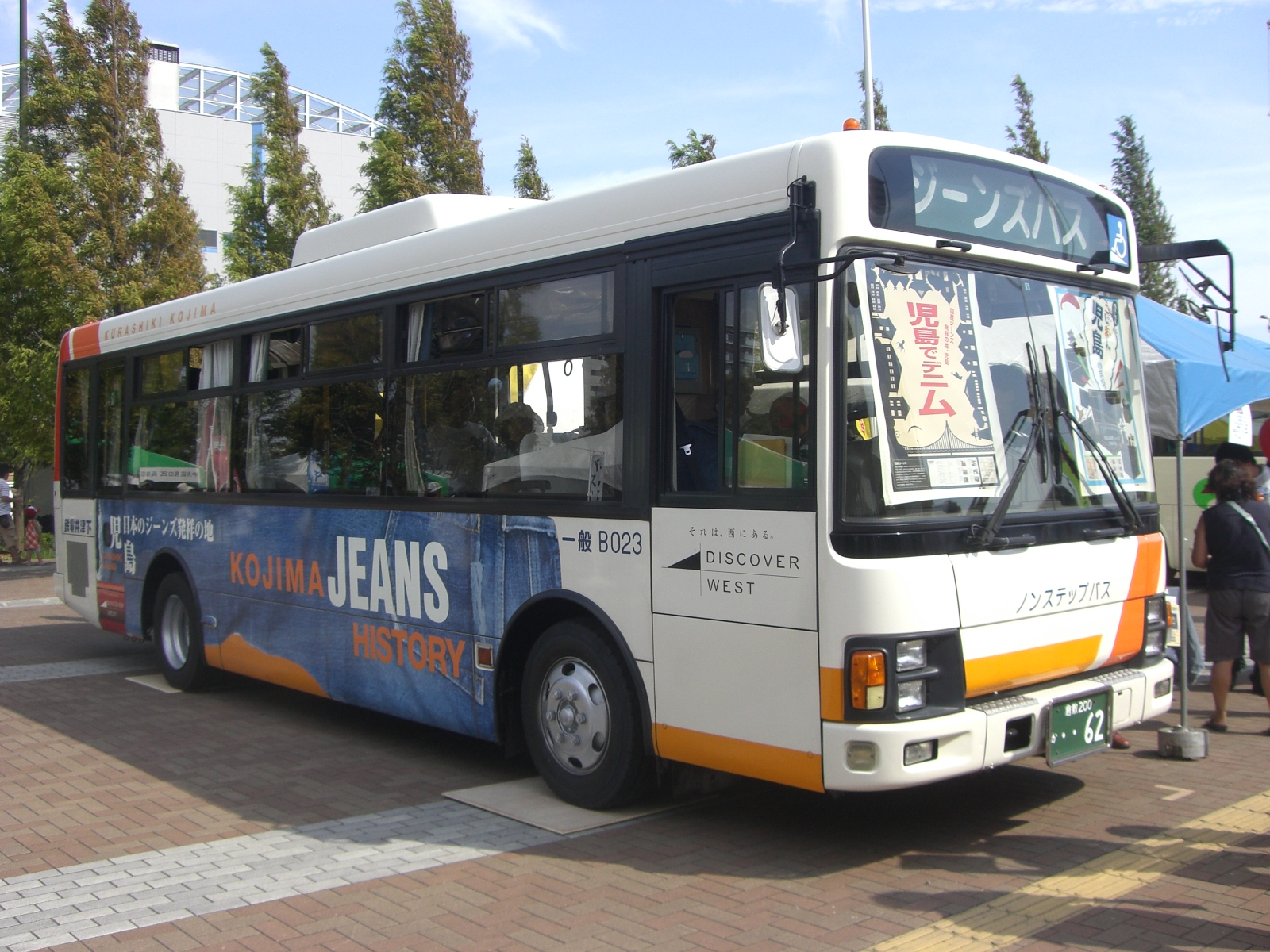
ジーンズバス

- J1 JR児島駅→天満屋ハピータウン前→児島市民交流センター前（児島文化センター）→藤原組前（大正橋）→野崎家旧宅前→児島中央病院入口→児島支所前→児島聖康病院前（萱刈南）→和井田南→新常盤橋→下之町南→下之町鴻八幡宮前→琴浦西小学校→王慈園前→沖熊橋→和井田→萱刈→大谷口→児島消防署前→野崎家旧宅前→藤原組前（大正橋）→児島市民交流センター前（児島文化センター）→天満屋ハピータウン前→JR児島駅
  - 金曜日・土曜日・日曜日・祝日に運行。（但し、5月1・2日は運行、12月30日から1月1日は運休）

#### 「鷲羽山夕景鑑賞バス」
- W1 JR児島駅→鷲羽山下電ホテル→鷲羽山ハイランドホテル→せとうち児島ホテル→三百山→鷲羽山展望台→鷲羽山下電ホテル→鷲羽山ハイランドホテル→せとうち児島ホテル→JR児島駅
  - 金曜日・土曜日・祝前日に運行。（但し、お盆期間中は運行）

#### 倉敷駅〜宇野駅直行便
- 倉敷駅〜市役所前〜天城上之町〜JR上の町駅前〜王子ヶ岳国民宿舎前〜宇野駅
  - 瀬戸内国際芸術祭期間中の2010年8月21日〜10月31日の間の土・日・祝日に運行。
  - 宇野駅で宇野港〜直島（宮浦港）間を運航する四国汽船のフェリーに接続。

### スクールバス
- 岡山県立岡山南支援学校
  - 妹尾駅 - 岡山南支援学校
- 岡山中学校・高等学校
  - 中庄駅南口 - 岡山中学高等学校
  - 田ノ上 - 大高小学校前 - 倉敷南小学校前 - 葦高小学校東 - 八軒屋北 - ニシナ加須山店前（帯江亀山） - 早島小学校前 - 岡山中学高等学校
  - 水島駅 - 広江団地 - チクバ外科前（曽原口） - 茶屋町駅 - 岡山中学高等学校
  - 北長瀬駅前 - 問屋町 - 岡山中学高等学校
  - 岡山駅 - 岡山中学高等学校（岡電バスと共同運行）
- 倉敷高等学校
  - 栄駅 - 浦田駅前 - 旭化成団地口 - 倉敷高校前
- 岡山学院大学・岡山短期大学
  - 倉敷駅 - 岡山学院大学（直行便）

### 車両

#### 概説
同じ岡山県の両備グループは傘下に岡山三菱ふそう自動車販売があることから三菱が多いのとは対照的に、当社では日野や日産ディーゼル（UDトラックスに商号変更）が多く4メーカーすべて保有していた時期もあった。また、移籍車も存在する。近年の自社発注車は一般路線用はいすゞ、高速バス用は日野を採用。

#### 移籍車の供給元
- 西武バス
- 西武総合企画
- 西東京バス
- 船橋新京成バス
- 小田急バス

#### 車番について
各車両ごとに付与されている番号である。
アルファベット1文字+3桁の数字で構成される。
- アルファベットはメーカーを表す。
  - A:三菱中型・小型車
  - B:いすゞ中型・小型車
  - C:日野中型・小型車
  - F:三菱大型車
  - H:日野大型車
  - I:いすゞ大型車
  - M:日産ディーゼル（当時、現「UDトラックス」）中型・小型車
  - N:日産ディーゼル大型車
- 数字の上1桁は導入年式の西暦下1桁を表す。
- 数字の下2桁は連番（01 - 59）となっている。
- 尚、2008年頃の新車からナンバープレートへ車番と揃えるため、希望ナンバー取得。

### 休廃止路線

#### 高速バス
- 倉敷・岡山 - 大阪線（倉敷・岡山 - 大阪）<阪急バス>
- 大阪梅田エクスプレス <下電観光バス>
- 米子エクスプレス（岡山 - 米子・境港） <日本交通>
- 鳥取エクスプレス <日本交通>
- 瀬戸大橋特急線（岡山・倉敷 - 高松・琴平） <両備バス、中国JRバス、瀬戸大橋高速バス（解散）・JR四国（当時）>
下津井電鉄だけでなく、共同運行各社にとっても初の高速路線。1988年4月10日開設、1992年5月31日（運行最終日）瀬戸大橋高速バスとともに撤退。路線自体も1993年12月1日廃止。

#### 路線バス
- 下津井線
  - 84 JR児島駅 - 天満屋ハピータウン前 - 児島市民交流センター前（児島文化センター） - 味野元町 - 赤崎 - 赤崎入口 - 鷲羽山ハイランドボウル前 - （鷲羽山ハイランド遊園地前） - 下津井中学校前 - 田の浦 - 田の浦港前 - 吹上港前 - 下津井漁港前（現：むかし下津井回船問屋前） - 下津井公民館前 - 下津井
  - 下津井循環線「とこはい号」が運行されない時間帯に鷲羽山ハイランド遊園地前経由便下津井行き、鷲羽山ハイランド遊園地前非経由便JR児島駅行きそれぞれ平日朝1本のみ片道運行。
  - 2020年（令和2年）9月末で下津井線は廃止された（JR児島駅発着の循環バス「とこはい号」が代替路線となる）[8][13]。
- 瀬戸大橋線
  - 85 JR児島駅 - 天満屋ハピータウン前 - 児島IC - 鷲羽山北 - 櫃石島 - 櫃石 - 櫃石島 - 岩黒島 - 与島PA - 与島第二駐車場
    - 瀬戸中央自動車道経由。
    - 瀬戸中央自動車道を走行する為に、ETC車載器と各座席にシートベルトを装備した瀬戸大橋線対応車（児島営業所に2台配属）による運行であった。
    - 2018年（平成30年）4月1日に下電バスの停留所名称が一部変更された[5]。その後、同年10月1日に琴参バスの停留所名称が変更された[17]。
    - 与島第二駐車場で琴参バスの浦城 - 与島第二駐車場 - 与島PA - 両景橋 - 坂出駅前 - 回生病院線に接続。琴参バスと共通乗車可能であった。
    - 与島第二駐車場で琴参バスと乗り継ぐ場合は、櫃石 - 与島第二駐車場 - 坂出駅前 - 回生病院相互間に限り通算運賃が適用された。それ以外の場合は与島第二駐車場で両社の運賃を合算した。
    - Hareca、全国相互利用サービス対応のICカードも利用でき、JR四国管内でICカードが利用可能になるまで、香川県（といっても瀬戸大橋が通る島嶼部のみだが）で全国相互利用サービス対応のICカードが使える数少ないケースであった。

※地域間幹線系統として、国・岡山県・香川県の補助を受けていた。

#### スクールバス
- 郷内農協 - 黒谷線（倉敷市立郷内小学校）
  - 86 郷内農協前 - 郷内小学校入口 - 頼仁親王御陵前 - 波止岡 - 尾原分校前 - 黒谷
    - 2022年（令和4年）3月末で廃止された。

## 住宅・不動産事業
1972年に下電住宅（しもでんじゅうたく）の名称でスタートし、1986年には一条工務店と業務提携して一条工務店岡山（いちじょうこうむてんおかやま、その後一条工務店山陰（本社・鳥取県鳥取市）が岡山県北部（津山支店）に進出したため一条工務店下電（いちじょうこうむてんしもでん）に改称）の名称で加わる。その後アイフルホームのフランチャイズ業者として下電住建もあり、以降、下電住宅・一条工務店下電・下電住建の3本立てで岡山県南部（下電住建は県内全域）で住宅・不動産事業も行なっている。免許番号は岡山県知事(13)第1283号。
- 住宅事業部（下電住宅・一条工務店下電）
  - 岡山市南区妹尾992-1
- 岡山営業所（一条工務店下電）
  - 岡山市中区浜597-7 OHKハウジングパーク
- 岡山西営業所・岡山南営業所（一条工務店下電）
  - 岡山市北区撫川1575-1 RSKハウジングプラザ

## メルヘンドルフ事業
コチョウランの栽培・販売を行っている。
- メルヘンドルフ
  - 岡山県小田郡矢掛町南山田1077

## 開発事業
開発事業部が高速道路休憩施設運営事業を統括する。
- 開発事業部
  - 岡山市北区大元駅前3-61

### 高速道路休憩施設運営事業
高速道路のサービスエリア・パーキングエリアの運営を行う。
- 瀬戸中央自動車道鴻ノ池サービスエリア（上り線）
  - 岡山県倉敷市児島塩生1143
- 瀬戸中央自動車道鴻ノ池サービスエリア（下り線）
  - 岡山県倉敷市児島塩生1106-4
- 米子自動車道蒜山高原サービスエリア（下り線）
  - 岡山県真庭市蒜山西茅部2062

## 関連会社
シモデングループ・備北グループ・岡山プラザホテルグループ・下電ホテルグループの4グループに資本参加している。本社所在地のうち岡山市は省略。

### シモデングループ
- エス・ディコーポレーション株式会社
- 株式会社経営会議
- 下電運輸株式会社
- 下電開発株式会社
- 下電重機株式会社
- 下電住建株式会社
- 下電商事株式会社
- シモデンスタッフサービス株式会社
- 下電造園土木株式会社
- 下電タクシー株式会社
- 株式会社シモデンツーリスト
- 下電観光バス株式会社
- 株式会社シモデンツタヤクラブ（倉敷市：倉敷市と岡山市南区でTSUTAYAを2店舗を展開）
- 株式会社シモデンテクノサービス
- 株式会社シモデンフードサービス（北前そば高田屋を展開）
- 下電物産株式会社（出光興産の石油販売業）
- 東和タクシー株式会社
- 東中国イシコ建機株式会社
- 株式会社ホテルサンルート岡山
  - 2010年10月18日をもって閉館し、翌19日からはアパホテルが運営する「アパホテル＜岡山駅東口＞」として開業。
  - つぼ八
- 社会福祉法人メルヘンドルフ福祉会（矢掛町）
  - 特別養護老人ホーム矢掛荘

海外
社名は「下電」ではなく「永山」（経営者の姓）を使用している。
- 中日合資・上海永山出租汽車有限公司（上海永山タクシー）
- 広州永山園芸有限公司

### 備北グループ
- 備北バス株式会社
- 備北開発株式会社
- 備北タクシー株式会社
- 備北オートセンター株式会社
  - キャッスルゴルフガーデン
- ビホクツーリスト株式会社

### 岡山プラザホテルグループ
- 岡山プラザホテル株式会社
- プラザ交通株式会社
- 吉備タクシー株式会社
- 山陽自動車興業株式会社
- 岡山コンクリート工業株式会社
- 岡山ロードサービス株式会社

### 下電ホテルグループ
- 株式会社下電ホテル
- 瀬戸興業株式会社
- 倉敷警備保障株式会社
- 瀬戸プラザ株式会社
- 株式会社ホテルリゾート下電
  - ゆのごう美春閣

### その他
- 岡山放送 - 同社が第五株主（ちなみに筆頭株主はオハヨー乳業で関西テレビ、両備HD、フジテレビに次ぐ）

#### 元シモデングループ
下記3社は2010年（平成22年）頃にシモデングループを離脱。
- 杉並交通株式会社（東京都杉並区：東京無線所属）
  - 東和整備株式会社（東京都八王子市）
  - 三鷹交通株式会社（東京都三鷹市：東京無線所属）